# Sérgio Humberto
Sérgio Humberto Pereira da Silva (ur. 7 listopada 1975 w Trofie) – portugalski polityk, nauczyciel i samorządowiec, deputowany krajowy, burmistrz Trofy, poseł do Parlamentu Europejskiego X kadencji.

## Życiorys
Ukończył studia z zakresu wychowania fizycznego i sportu. Pracował jako nauczyciel w szkole podstawowej i średniej. Zaangażował się w działalność polityczną w ramach Partii Socjaldemokratycznej. W latach 2005–2009 był asesorem we władzach miejskich Trofy, odpowiadając za sprawy sportu i młodzieży. Sprawował później mandat deputowanego do Zgromadzenia Republiki XII kadencji. W 2013 objął urząd burmistrza (presidente da câmara municipal) Trofy; uzyskiwał reelekcję na kolejne kadencje. W 2022 został także przewodniczącym PSD w dystrykcie z siedzibą w Porto. W 2024 został wybrany w skład Europarlamentu X kadencji.